# (10173) Hanzelkazikmund
(10173) Hanzelkazikmund (1995 HA) – planetoida z pasa głównego asteroid okrążająca Słońce w ciągu 5,41 lat w średniej odległości 3,08 j.a. Odkryta 21 kwietnia 1995 roku.